# インターネット上ではあなたが犬だと誰も知らない

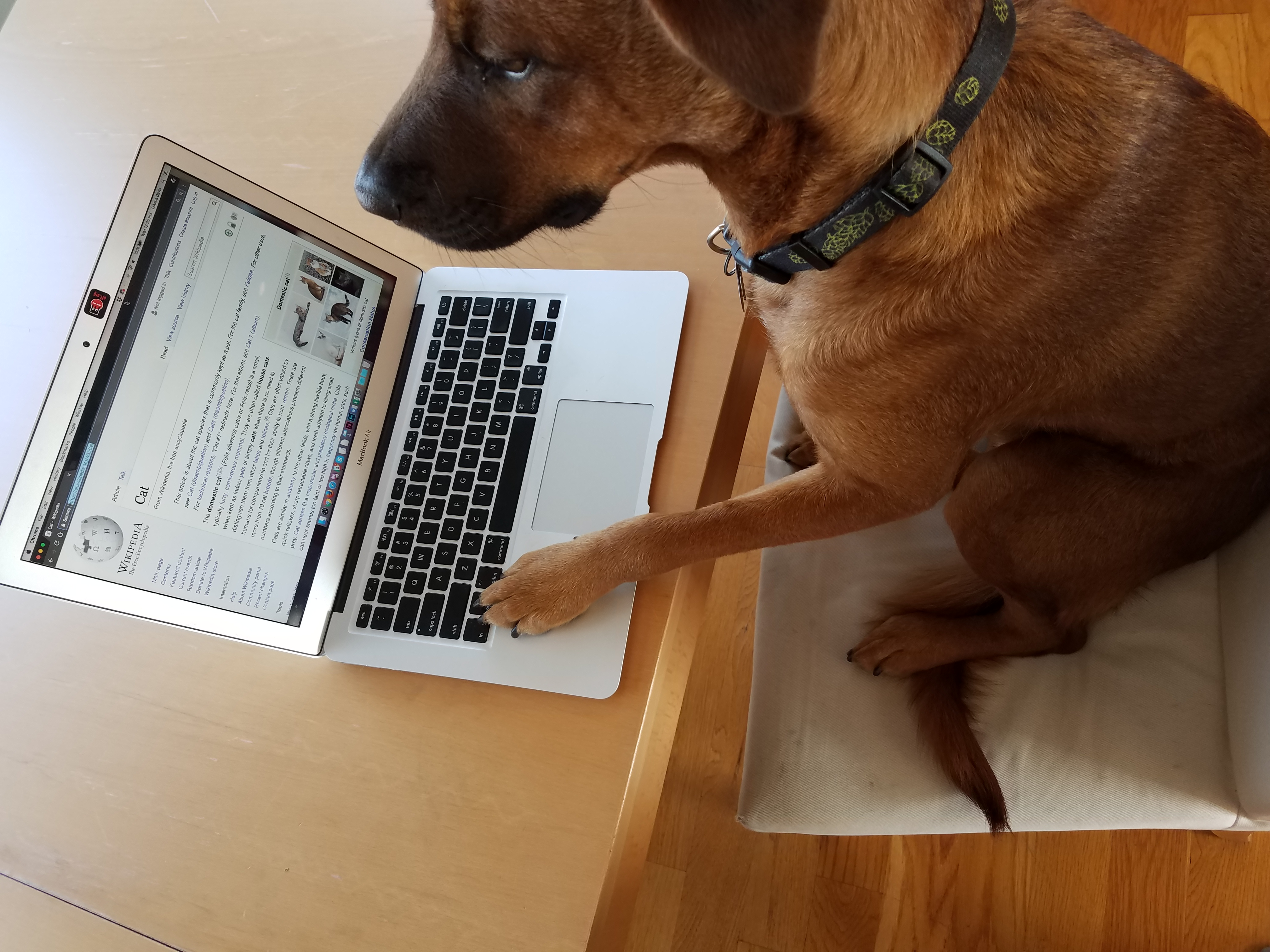
パソコンとイスに座った犬

「インターネット上ではあなたが犬だと誰も知らない（インターネットじょうではあなたがいぬだとだれもしらない、英語: On the Internet, nobody knows you're a dog）」は、インターネットの匿名性に関する格言およびインターネットミーム。由来は1993年7月5日付の『ザ・ニューヨーカー』誌に掲載されたピーター・シュタイナーの戯画（カートゥーン）およびそこに登場する台詞。椅子に座り前足でキーボードを操作しながらコンピューターを操作している大きな犬が、隣の床に座っている小さな犬に題の言葉で話しかけているというものである。その後、再掲載されるなどして、シュタイナーは2013年までに20万から25万ドルを稼ぎ、『ザ・ニューヨーカー』誌で最も参照された漫画となった。

## 作者
1979年から『ザ・ニューヨーカー』誌に寄稿している漫画家のピーター・シュタイナーは、1993年にはオンラインアカウントを持っていたが、当時はインターネットに特別な興味を抱いていなかったと述べている。この戯画はあくまで「おまけ」的に描いたもので「深い」意味はなかったと回顧しており、当初はあまり注目もされていなかった。
しかし、この作品が一人歩きを始めたときには自分が「スマイリーフェイス」を作ったような感覚を覚え、「これほどまでに広く認知されていることが理解できなかった」と語っている。

## 背景
この戯画はインターネットの歴史における注目すべき転機を示している。
かつて政府の技術者や学者だけのものであったインターネットが『ニューヨーカー』のような一般誌の話題に挙がったことを意味していた。
ロータス・ソフトウェアの創業者かつ黎明期インターネットの活動家であるミッチ・ケイパーは、同年の『タイム』誌において「今年の夏に『ニューヨーカー』がコンピューターに精通した2匹の犬のカートゥーンを掲載したことこそ、大衆の関心が極みに達したことを示す真の兆候であった」とコメントしていた。
当時『ニューヨーカー』のカートゥーン担当編集者であったボブ・マンコフは「この漫画は、HTMLの初歩的な知識さえあれば誰でもできるような簡易なファサード（見せかけ）に対する私たちの警戒心と共鳴するものだった」と述べている。

## 言外の意味
本作は作者の意図から離れた受容のされ方もしている。
このカートゥーンは、ネット上の自分が一般的な偏見から解放されることを象徴している。社会学者のシェリー・タークルは「自分がなりたい者になれる。その気になれば自分を完全に再定義できる。他人が受け入れてくれるか気にする必要もない。彼らはあなたの身体を見て決めつけたりすることもない。訛りを聞いて推測することだってない。彼らが見るのはあなたの言葉だけなのだ」と述べている
。
また、匿名性の仮面を被ってメッセージの送受信（あるいはWEBサイトの作成や維持）が可能なことを意味するネットのプライバシーへの理解も示している。
ローレンス・レッシグは、インターネット・プロトコルには本人確認させる必要がないため、（そのユーザーが）「誰もわからない」と示唆している。
例えば大学のローカル・アクセスポイントでは本人確認が必要な場合があるが、その場合においても、これら情報は外部のインターネット・トランザクションに組み込まれるものではなく非公開で保持されるものであって、単純に外部からその発信者個人を知ることはできない。
Morahan-Martin and Schumacher (2000)によるインターネット依存症に関する論文では、この現象について議論されており、コンピューター画面という仮面の後ろに自分を表現することがオンラインに参加することの強迫観念（依存）の一部になっている可能性が示唆されている。
このフレーズは「ジェンダー、人種、年齢、容姿、さらに言えば「犬らしさ」すら潜在的に存在しないか、もしくは合法・非合法を問わず多くの目的のためにチェックが行われないクリエイティブ・ライセンス（創作上の特権）で捏造や誇張されているがゆえに、サイバースペースが解放的になることを意味している」と解釈されることもある。
しかし、これは1996年にUsenetの歴史上の重要人物であるジョン・ギルモアの発言の趣旨と同じものである。
また、この言葉はコンピュータによるクロスドレッサー（性別、年齢、人種、社会的・文化的・経済的階級などを変更して自分を表現できること）が容易であることを示している。
同様に「犬が選択できる自由とは特権グループの一員として「パス」できる自由のことである。すなわち、ネットにアクセスする人間のユーザーのことである」の意味ともいえる。

## 大衆文化の中で

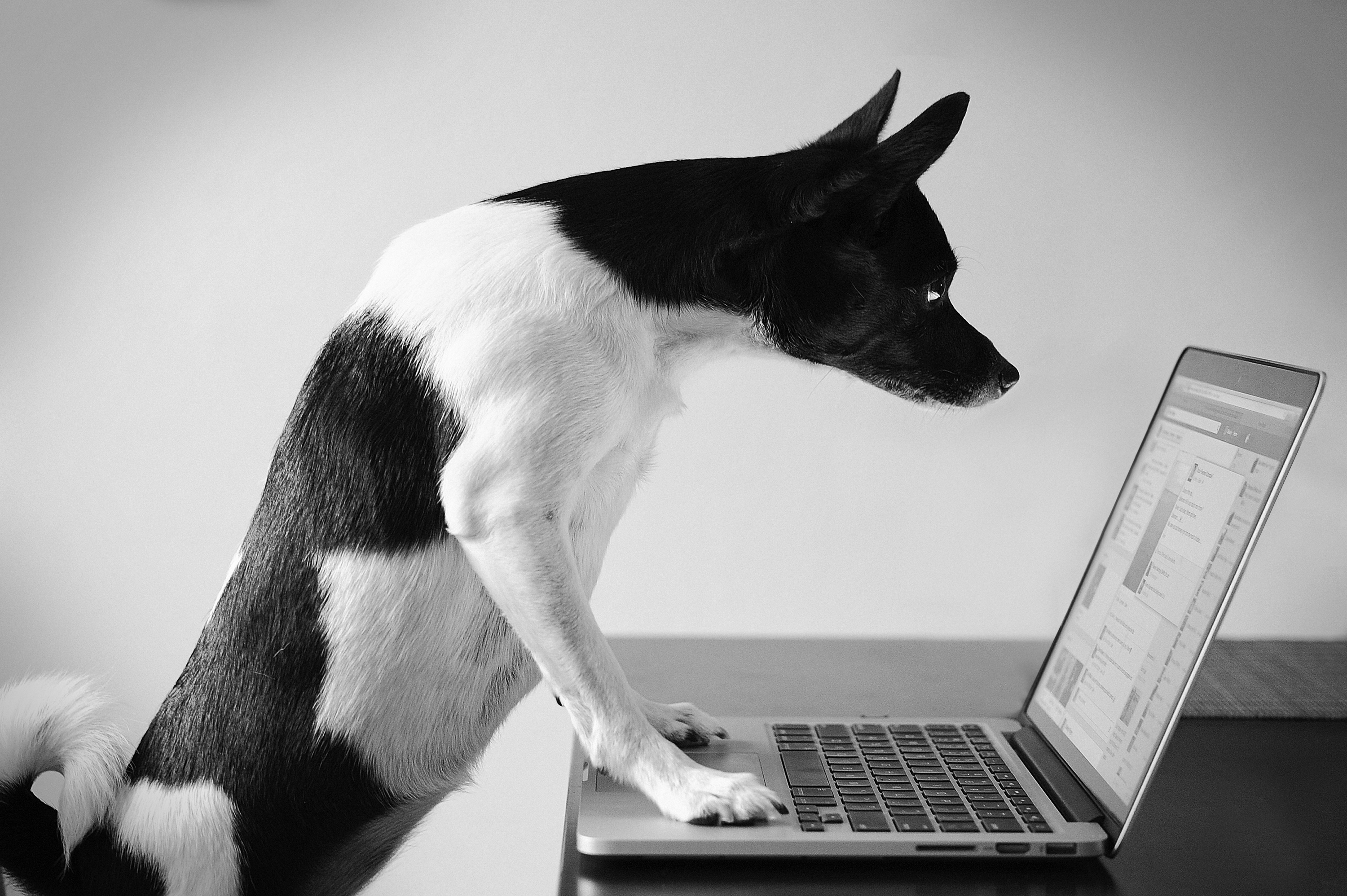
2014年にアメリカ海軍が掲載したパソコンの画面を眺める犬の写真

- 本作はアラン・デビッド・パーキンスによる演劇「Nobody Knows I'm a Dog（直訳：私が犬だと誰も知らない ）」に影響を与えた。この劇は人とうまくコミュニケーションがとれない6人が、勇気を出してインターネット上で匿名の付き合いを行うという物語である[1]。
- Appleのインターネットスイート「Cyberdog」の名前は本作にちなむ[15]。
- リチャード・E・スミスの書籍『Authentication: From Passwords to Public Keys』では、表紙にシュタイナーのカートゥーンが描かれ、裏表紙には本作が再現された絵が載っている[16]。
- 2015年2月23日に『ニューヨーカー』に掲載されたKaamran Hafeezのカートゥーンでは同じような犬のペアがパソコンに向かっている飼い主を眺めており、一方の犬がもう一方の犬に「ネット上では誰も君を知らなかったの覚えてる？」と尋ねている[17]。
- この言葉は、インターネットに関する議論の中で頻繁に用いられ[18]、インターネット文化を象徴するようなインターネットミームとなっている[19]。